# Décès en 1229
Décès
- 1225
- 1226
- 1227
- 1228
- 1229
- 1230
- 1231
- 1232
- 1233

Cette page dresse une liste de personnalités mortes au cours de l'année 1229 :
- 12 août[1] : Yaqout al-Rumi, ou Yaqout ibn Abdullah al-Rumi al-Hamawi ou Yāqūt ibn ʿAbd Allâh al-Rūmī, biographe, encyclopédiste et géographe syrien.
- 21 août : Iwo Odrowąż, évêque de Cracovie et chancelier de Lech Ier le Blanc.
- 29 août : Pierre de Montlaur, évêque de Marseille.

- Blanche de Navarre, comtesse palatine de Troyes, comtesse de Champagne, régente du comté de Champagne et du royaume de Navarre.
- Guillaume II de Béarn, seigneur de Moncade et de Castelviel en Catalogne et en tant que Guillaume II, vicomte de Béarn, de Marsan, de Gabardan et de Brulhois.
- Thibaut de Blaison, membre de la noblesse angevine ou poitevine et poète.
- Albert de Buxhoeveden, évêque de Livonie, fondateur de la ville de Riga.
- Ermessinde de Castelbon, vicomtesse de Castelbon.
- Gérard III de Gueldre, comte de Gueldre et de Zutphen.
- Gilleasbuig MacWilliam, dernier prétendant au trône d'Écosse issu des Meic Uilleim.
- Henri II de Courtenay-Namur, marquis de Namur.
- Yahya al-Mutasim, prétendant au titre de calife almohade.
- Pietro Ziani, 42e doge de Venise.
- Rollet de Garcin, troubadour, homme de guerre et religieux.
- Thibaut d'Amiens, archevêque de Rouen.

## Crédit d'auteurs
- Cet article est partiellement ou en totalité issu de l'article intitulé « 1229 » (voir la liste des auteurs).